# جاك روبرتسون (سياسي)
جاك روبرتسون هو سياسي كندي، ولد في 11 نوفمبر 1928، وتوفي في 7 ديسمبر 1971. حزبياً، نشط في الرابطة التقدمية المحافظة في ألبرتا ‏. وقد انتخب عضو الجمعية التشريعية ألبرتا.